# Nijmeegse Vierdaagse 2020
De Nijmeegse Vierdaagse 2020 zou van start gaan op dinsdag 21 juli 2020 en eindigen op vrijdag 24 juli, maar werd afgelast vanwege de coronacrisis.
Op dinsdag 21 april 2020 kondigde de overheid een verlenging van de coronamaatregelen aan. Deze verlenging betekende dat de 104e editie van de Vierdaagse definitief niet door kon gaan in 2020. Een afgelasting van de Vierdaagse in vredestijd was sinds 1909 nog nooit voorgekomen. Er waren 49.000 startbewijzen beschikbaar. Ondanks dat het evenement niet doorging, kwam er wel een Vierdaagse magazine uit. Wandelaars die zich hadden aangemeld kregen 60 euro van de 100 euro aan inschrijfgeld terug. De Vierdaagsefeesten in Nijmegen gingen in 2020 eveneens niet door en Kamp Heumensoord werd niet opgebouwd.

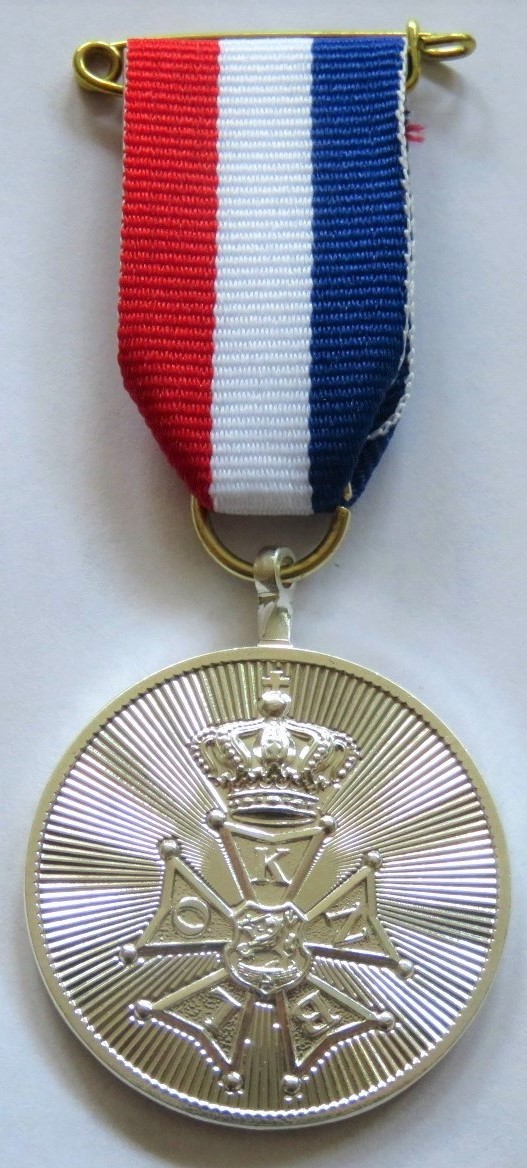
Medaille voor 2020 alternatieve vierdaagse

De Koninklijke Wandel Bond Nederland (KWBN) organiseerde een alternatieve Vierdaagse, waarbij looproutes lokaal zijn. Wandelaars die zich hadden aangemeld voor de vierdaagse kregen bij afronding gratis een souvenir medaille; overige wandelaars moesten ervoor betalen.